# مارك أتكينسون (لاعب اتحاد الرغبي)
مارك أتكينسون (بالإنجليزية: Mark Atkinson)‏ هو لاعب اتحاد الرغبي بريطاني، ولد في 8 مارس 1990 في Knowsley, Merseyside ‏ في المملكة المتحدة.